# عبد الله حفني
عبد الله حفني هو ممثل ومخرج مصري، من مواليد يوليو عام 1953، حاصل على وسام نجمة سيناء لكونه أحد أبطال حرب أكتوبر 1973، حاصل على بكالوريوس فنون مسرحية عام 1978، وعمل ممثلا ومخرجا بالفرقة الغنائية الاستعراضية، وأدى أدوارًا عديدة في السينما والمسرح والتليفزيون.

## أعماله
من المسلسلات التي شارك فيها:

### أفلام
| - واحد صعيدي:2014- (العمده) - بلد البنات:2008 - حسن ومرقص:2008 - كاريوكي:2008 - عصابة الدكتور عمر:2007 - زكية زكريا في البرلمان:2001 - الأخطبوط:2000- (الصيدلي) - ولا في النية أبقى:1999 - جبر الخواطر:1998 | - الكلام في الممنوع:1998- (الصول عبد الراضي) - الزمن والكلاب:1996 - اغتيال فاتن توفيق:1995- (حسن الحرامي) - قدارة:1994 - درب الرهبة:1990 - الطقم المدهب:1990 - الذل:1990- (الاستاذ طيفور) - اغتصاب:1989 | - عنبر الموت:1989 - الحقونا:1989 - كتيبة الإعدام:1989- (عبد الستار) - لعدم كفاية الأدلة !:1987- (موظف السجل المدني) - جري الوحوش:1987 - بئر الخيانة:1987- (الشاويش عبد التواب) - الحب فوق هضبة الهرم:1986 - البريء:1986- (عبدالصبور) |

### مسلسلات
| - الصندوق الأسود:2015 - ساحرة الجنوب:(ج2) 2015 - كيد الحموات:2014 - صاحب السعادة:2014- شيخ الجامع - الحكر:2014 - تفاحة آدم:2014 - مدرسة الأحلام:2013 - اسم مؤقت:2013 - بدون ذكر أسماء:2013 - العراف:2013- أحد السجناء - ربيع الغضب:2013 - أهل الهوى:2013 - فرح العمدة:2012 - ابن النظام:2012 - حارة خمس نجوم:2012 - هرم الست رئيسة:2012 - إبن موت:2012 - الزناتي مجاهد:2011 - الشوارع الخلفية:2011 - عريس دليفري:2011 - كيد النسا:2011 - الصيف الماضي:2010 - راجل وست ستات: (ج6) 2010 - سيت كوم | - مملكة الجبل:2010 - العتبة الحمرا:2010 - رحيل مع الشمس:2010 - عايزة أتجوز:2010 - الرجل والطريق:2009 - الخيول تنام واقفة:2009 - كريمة كريمة:2009 - الدنيا لونها بمبي:2009 - عبودة ماركة مسجلة:2009 - الباطنية:2009 - أحلام نبيلة:2009 - قمر:2008 - الفاضي يعمل إيه:2008 - العيادة: (ج1) 2008 - سيت كوم - ذكريات العام القادم:2008 - أيام الرعب والحب:2008 - ساعة عصاري:2007 - سعيد تعيس جدا جدا:2007 - الجبل:2006 - دائرة الاشتباه:2006 - كشكول لكل مواطن:2006 - أرض الرجال:2005 - أحلام عادية:2005 | - كارنتينا:2005 - عفاريت السيالة:2004 - الحقيقة والسراب:2003 - كناريا وشركاه:2003 - الناس في كفر عسكر:2003 - رجل على الحافة:2002 - انظر حولك وابتسم:2002 - الأصدقاء:2002 - أوراق مصرية: (ج2) 2002 - زمن عماد الدين:2002- يونس القاضي - جحا المصري:2002 - خالف تعرف:2001 - حمزة وبناته الخمسة:2001 - عندما تثور النساء:2000 - أمشير:2000 - أوان الورد:2000 - وجع البعاد:2000 - حضرة المحترم:1999- مدير المستخدمين - أوقات خادعة:1999 - نحن لا نزرع الشوك:1998 - الضوء الشارد:1998 - المجهول:1998 - ومنين أجيب ناس:1998 | - إعترافات عنايات:1997 - سعد اليتيم:1997 - جمهورية زفتى:1997 - السيرة الهلالية:(ج1) 1997 - ألف ليلة وليلة (فضل الله ووردانه): 1996 - نصف ربيع الآخر:1996 - حكايات مجنونة:1995 - الصبر في الملاحات:1995 - عظمة يا ست:1995 - الزيني بركات:1995 - لن أمشي طريق الأمس:1995 - عمر بن عبد العزيز:1994 - أيام المنيرة:1994 - لا:1994 - ذئاب الجبل:1993 - هالة والدراويش:1993 - محمد رسول الله إلى العالم:1993 - المال والبنون: (ج1، 2) 1992، 1995 - ألف ليلة وليلة:1992 - أحلام العنكبوت:1992 - ألف ليلة وليلة:1991 - ليالي الحلمية: (ج3) 1990 - مذكرات زوج:1990 | - اليقين:1990 - بنات زينب:1989 - حبيبي الذي لا أعرفه:1989 - الكابتن جودة:1986 - حكايات هو و هي:1985 - أجمل الزهور:1984 - أديب:1982 - وفيه ناس طيبين:1981 - الفندق:1980- زكريا - القرين:1978 - الفدان الأخير - لم يكن أبدا لها - يوميات نجاتي المسحراتي - الأنصار - جراح العمر - عطشان يا صبايا - جنة حتحوت - عطشان يا صبايا - عباد الرحمن - الجوارح - البريمو - أوديت - عمو فؤاد رجل أعمال |

| - الكمبيوتر:200 - وبنت وشايب:1999 - إللي صابت:1999 - رسمية: - الميراث: - صاحب الملك: - كل في طريق: | - عودة السيد: - الرجل المناسب: - الحياة لها بقية: - (متولي) - بين الفقه والجمال والسياسة: - الجعران: - الشيخ شيخة: - الطير المهاجر: | - مسرحية: ملك الأمراء:1999 - فوازير: أم العريف:1992 - فوازير: جدو عبده زارع أرضه:1987 - مسرحية: ليالي الحكواتي - فيلم قصير: شيش يك - مسلسل اذاعي: مطلوب عريس: - مسرحية: باب الشعرية - فوازير: عمو فؤاد والمخترعين |

## وفاته
توفي إثر أزمة قلبية مفاجئة يوم 15 أبريل 2015 بمستشفى 6 أكتوبر في محافظة الجيزة.

## روابط خارجية
- عبد الله حفني على موقع الدهليز
- عبد الله حفني على موقع قاعدة بيانات الأفلام العربية